# انتخابات ریاست‌جمهوری سنگاپور (۲۰۲۳)
انتخابات ریاست‌جمهوری سنگاپور (انگلیسی: 2023 Singaporean presidential election) در تاریخ ۱ سپتامبر ۲۰۲۳ در سنگاپور برگزار می‌شود. این ششمین انتخابات ریاست‌جمهوری منتخب سنگاپور و همچنین سومین انتخاباتی خواهد بود که بیش از یک نامزد در آن شرکت می‌کنند. حلیمه یعقوب، رئیس‌جمهور فعلی، که در سال ۲۰۱۷ بدون هیچ مخالفتی انتخاب شده بود، مجدداً در انتخابات شرکت نمی‌کند.
کاندیداهایی که در این انتخابات رقابت می‌کنند عبارتند از: ثارمان شانموگاراتنام، نگ کوک سونگ و تان کین لیان، که همگی شخصیت‌های مستقل یا از احزاب سیاسی که قبلاً در آن عضویت داشته و استعفا داده‌اند می‌باشند.
ثارمان شانموگاراتنام با کسب ۷۰/۴۰ درصد آرا، با اختلاف بی‌سابقه‌ای به نسبت انتخابات قبلی، پیروزی قاطعی در انتخابات ۲۰۲۳ کسب کرد. او همچنین اولین نامزد غیر چینی است که مستقیماً به ریاست‌جمهوری برگزیده می‌شود. آرای سایر نامزدها بسیار تقسیم شده بود، به طوری که نگ کوک و تان کین، کاندیداهای دو بار ریاست‌جمهوری به ترتیب ۱۵/۷۲٪ و ۱۳/۸۸٪ آرا را به دست آوردند، ثارمان قرار است در ۱۴ سپتامبر به عنوان نهمین رئیس‌جمهور سنگاپور دوره خود را آغاز نماید.